# Марсуди, Ретно
Ретно́ Лестари Приансари Марсуди́ (индон. Retno Lestari Priansari Marsudi), более известная как Ретно́ Марсуди́ (индон. Retno Marsudi) — индонезийский дипломат, министр иностранных дел Индонезии (2014—2024). Первый в истории Индонезии министр иностранных дел женского пола.

## Биография
Ретно Марсуди родилась 27 ноября 1962 года в Семаранге. Окончила семарангскую государственную среднюю школу № 3. В 1985 году окончила Университет Гаджа Мада в Джокьякарте. Проходила обучение в Гаагский университет прикладных наук по специальности «право Европейского союза».
С 1990-х годов работает в министерстве иностранных дел Индонезии. С 1997 по 2001 годы Марсуди служила секретарём по экономике в посольстве Индонезии в Гааге. В 2001 году она была назначена директором департамента Европы и Америки МИД, в 2003 году — директором департамента Западной Европы МИД.
В 2005 году Марсуди была назначена послом Индонезии в Норвегии и Исландии. [3] В декабре 2011 года король Норвегии наградил её орденом Заслуг — таким образом, она стала первым индонезийцем, удостоенным этого ордена . Параллельно с дипломатической работой, Марсуди занималась исследовательской деятельностью в области прав человека в Университете Осло.
После возвращения из Осло Марсуди короткое время вновь занимала должность директора департамента Европы и Америки МИД. В 2012 году она стала послом Индонезии в Нидерландах. 27 октября 2014 года президент Джоко Видодо назначил её министром иностранных дел Индонезии в своём Рабочем кабинете.
Ретно Марсуди неоднократно участвовала в двусторонних и многосторонних консультациях с такими международными организациями, как Европейский союз, АСЕМ и Fealac.
В 2018 году стала кавалером ордена Солнца Перу. 13 марта 2018 года посетила Москву и провела переговоры с министром иностранных дел России Сергеем Лавровым, по завершении которых было заявлено, что «российско-индонезийские отношения достигли уровня стратегического партнерства».
Сохранила пост министра иностранных дел в образованном 22 октября 2019 года втором правительстве Джоко Видодо — кабинете «Индонезия, вперёд».

## Личная жизнь
Ретно Марсуди замужем за архитектором Агусом Марсуди. В их семье двое детей — Дьота Марсуди и Багас Марсуди.

Ретно Марсуди в индонезийском посольстве в Москве на встрече с друзьями Индонезии 13.3.2018